# Альтвиллер (Мозель)
Альтвиллер (фр. Altviller) — коммуна во французском департаменте Мозель региона Лотарингия. Относится к кантону Сент-Авольд-1. 

## Географическое положение
Альтвиллер расположен в 330 км к востоку от Парижа, в 45 км к востоку от Меца и в 4 км к югу от Сент-Авольда. По территории коммуны протекает Нид-германский.

## История
- Руины древнеримской villa rustica.
- В средние века Альтвиллер принадлежал к епархии Меца и относился к бальяжу Вик.
- Вместе с областью Три епископства в 1552 году был подчинён Франции, а в 1648 году по Вестфальскому миру вошёл в состав Франции.
- После поражения Франции во франко-прусской войне 1870—1871 годов вместе с Эльзасом и департаментом Мозель был передан Германии по Франкфуртскому миру.
- Был возвращён Францией после Первой мировой воины по Версальскому мирному договору в 1918 году.

## Демография
По переписи 2011 года в коммуне проживало 566 человек.

## Достопримечательности
- Монумент «Нотр-Дам д’Альтвиллер» (1879).